# Lago Maihue
Lago Maihue är en sjö i Chile.   Den ligger i regionen Región de Los Ríos, i den södra delen av landet, 800 km söder om huvudstaden Santiago de Chile. Lago Maihue ligger 90 meter över havet. Arean är 46 kvadratkilometer. Den sträcker sig 11,9 kilometer i nord-sydlig riktning, och 14,3 kilometer i öst-västlig riktning.
I omgivningarna runt Lago Maihue växer i huvudsak blandskog. Runt Lago Maihue är det mycket glesbefolkat, med 7 invånare per kvadratkilometer.